# Fermín Ezcurra
Fermín Ezcurra Esáin (Oricáin, Navarra; 12 de septiembre de 1922 - Pamplona, 6 de marzo de 2018) fue presidente del Club Atlético Osasuna.

## Biografía
Fermín Ezcurra fue empleado y director de la Caja de Ahorros Municipal de Pamplona (CAMP). Ezcurra fue presidente de Osasuna durante veintitrés años, gracias a ser primero, botones y, posteriormente, director de la Caja de Ahorros Municipal de Pamplona. 

### Club Atlético Osasuna
Durante su mandato, el club estuvo catorce temporadas en primera división. Además, el Club Atlético Osasuna participó por primera vez en competiciones europeas.
Fermín Ezcurra, como era director de la Caja de Ahorros de Pamplona en 1971 fue quién se designó el mismo, presidente del Club Atlético Osasuna, sin que hubiera habido unas elecciones previas. Esa designación tenía un fin: vigilar el crédito que la Caja de Ahorros Municipal de Pamplona había proporcionado a Osasuna. Dicho cargo lo mantuvo hasta su dimisión en 1994, debido a que el Club Atlético Osasuna estaba a punto de descender a Segunda División.
Durante su mandato, se inauguraron las instalaciones deportivas de Tajonar, en las que se da cabida a todo el fútbol base y profesional del club y, a su vez, se creó el Torneo Interescolar durante las Navidades de 1982.
En 1992, Osasuna fue uno de los únicos cuatro clubes de la Primera División Española que no fue obligado por ley a convertirse en sociedad anónima deportiva, siguiendo hasta la actualidad siendo asociación deportiva no mercantil.

## Fallecimiento
Fermín Ezcurra falleció en Pamplona el 6 de marzo de 2018 a los 95 años. Fue incinerado al día siguiente en el cementerio municipal de San José de Pamplona.

## Cargos
| Predecesor: Emilio García Ganuza | Presidente del Club Atlético Osasuna 1971-1994 | Sucesor: Javier Garro |